# Defensoría Penal Pública de Chile
La Defensoría Penal Pública (DPP) es un servicio público chileno dotado de personalidad jurídica y patrimonio propio, sometida a la supervigilancia del Presidente de la República a través del Ministerio de Justicia, cuyo fin primordial es la defensa de los imputados y acusados en el sistema procesal penal chileno.
Creada con la Ley 19.718, en el año 2001, su principal rol está dado por la defensa de la dignidad, derechos e  intereses de sus representados en el sistema de justicia en que participan otros actores con rol adversarial, como los  fiscales del Ministerio Público (MP), y los Jueces de los Juzgados de garantía (JG) y Tribunales Orales en lo penal (TOP), quién tienen el poder de dictar sentencia.

## Historia
Esta institución fue creada a través de la Ley 19.718 en el año 2001, en el marco de la Reforma Procesal Penal para proporcionar defensa penal a los imputados o acusados por un crimen, simple delito o falta que carezcan de abogado, con el objeto de asegurar de esta manera el derecho a defensa por un letrado y el debido proceso en el juicio penal. En este sentido, la Defensoría Penal Pública responde a la necesidad de garantizar el derecho de las personas a contar con un abogado defensor.
Antes de su creación, las funciones de la Defensoría Penal Pública eran ejercidas por la respectiva Corporación de Asistencia Judicial.

## Misión
Proporcionar defensa penal de alta calidad profesional a las personas que carezcan de abogado por cualquier circunstancia, mediante un sistema mixto público privado de defensores penales públicos; velando por la igualdad ante la Ley, por el debido proceso y actuando con profundo respeto por la dignidad humana de nuestros representados.

## Objetivos
- Asegurar la cobertura nacional del servicio de defensa penal pública a través de defensores locales institucionales y defensores licitados.
- Mejorar continuamente la calidad de las prestaciones de defensa penal  a través de los instrumentos de apoyo y control a la gestión de defensa.
- Fortalecer la difusión del rol de la Defensoría Penal Pública a la comunidad, en el marco Sistema de Justicia Criminal, a través de la gestión del conocimiento  y su política comunicacional

La prestación de los servicios se hace a través de abogados que forman parte de la institución y de abogados privados, contratados a través de licitaciones. Las licitaciones de defensa penal Archivado el 24 de diciembre de 2012 en Wayback Machine., de acuerdo a la Ley 19.718 son procesos públicos para seleccionar a personas jurídicas o naturales que, vía contrato, presten defensa penal a personas imputadas.
En el sistema de licitación se oferta un número de causas que deben ser asumidas en un plazo determinado por el adjudicado. Estas se definen por zonas (proximidad geográfica y cobertura de los juzgados de garantía). Si bien el proceso es llevado a cabo por la Defensoría Penal Pública, las normas y las decisiones sobre el sistema las definen órganos externos a la institución como lo son el Consejo de Licitaciones y el Comité de Adjudicación Regional los que son integrados por representantes del sector público y privado.
La Defensoría realiza sus acciones bajo el lema “Sin defensa, no hay justicia”. Esta frase gráfica la intención de la Defensoría Penal Pública, en su conjunto, porque cada defensor debe velar por su cliente, ya sea adulto o adolescente, para que se apliquen plenamente los principios del proceso penal: que todo imputado sea tratado como inocente; que esté garantizado el juicio previo; que éste cuente con igualdad de fuerzas para sostener su punto de vista frente a las imputaciones que se le formulan; y que, cuando corresponda, se le aplique una sanción justa.

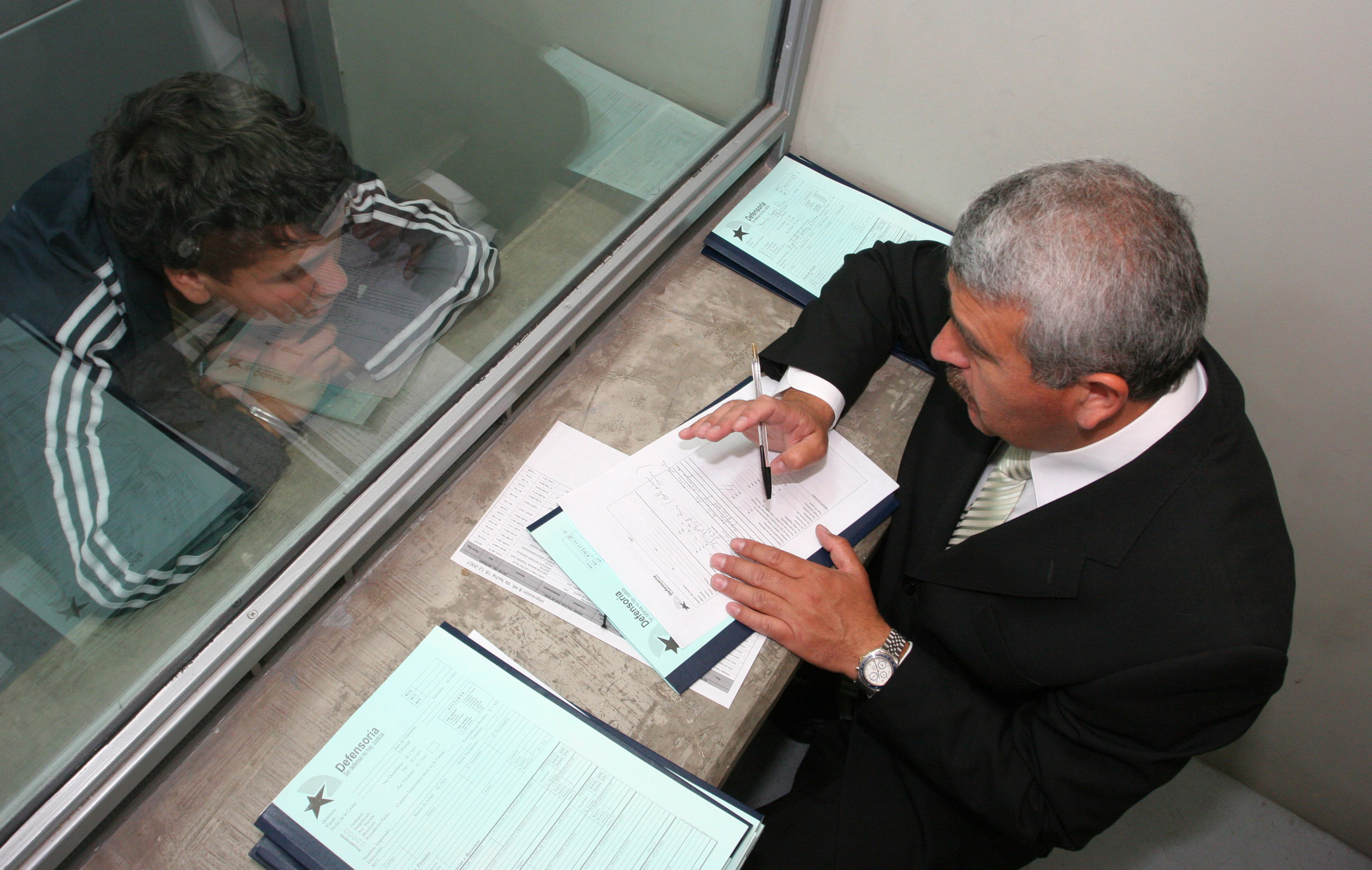
Zona de Transición.

Es así como cada defensor se compromete a representar judicial y extrajudicialmente a su imputado en todas las actuaciones y audiencias hasta la completa ejecución de la sentencia; a realizar visitas a la cárcel para entrevistarse con su defendido; a efectuar y solicitar diligencias pertinentes a la defensa; a solicitar las pericias que se requieran; y a atender a los familiares para los fines de la defensoría.
La defensa penal que presta la Defensoría Penal Pública será gratuita, excepto para quienes cuenten con recursos económicos, quienes deberán pagar parcial o totalmente los aranceles de defensa penal. Sin embargo, los adolescentes –mayores de 14 y menores de 18 años– no pagarán el servicio, cualquiera sea su situación económica.

## Organización

### Defensor Nacional
El Defensor Nacional es el jefe superior del Servicio, a él le corresponde dirigir, organizar y administrar la Defensoría, controlarla y velar por el cumplimiento de sus objetivos. Han ocupado este cargo:
| Nombre                    | Inicio                  | Fin             |
| ------------------------- | ----------------------- | --------------- |
| Álex Carocca Pérez        | abril de 2001           | octubre de 2001 |
| Rodrigo Quintana Meléndez | 23 de mayo de 2002      | 2006            |
| Eduardo Sepúlveda Crerar  | 6 de abril de 2006      | 2008            |
| Paula Vial Reynal         | 4 de julio de 2008      | 2011            |
| Georgy Schubert Studer    | 29 de agosto de 2011    | 2014            |
| Andrés Mahnke Malschafsky | 23 de diciembre de 2014 | 2019            |
| Carlos Mora Jano          | 01 de noviembre de 2021 | en el cargo     |

### Defensorías Regionales
Para cumplir su labor, la Defensoría Penal Pública atiende a quienes requieran de sus servicios en todo Chile, a través de sus 16 Defensorías Regionales. La Defensoría Regional es la encargada de la administración de los medios y recursos necesarios para la prestación de la defensa penal pública en la Región a los imputados o acusados por un crimen, simple delito o falta que sea de competencia de un juzgado de garantía o de un tribunal de juicio oral en lo penal y de las respectivas Cortes, en su caso, y que carezcan de abogado.
De acuerdo a la Ley que rige a la Defensoría Penal Pública existirá una Defensoría Regional en cada una de las regiones del país, con excepción de la Región Metropolitana de Santiago, en la que habrá dos. Cada Defensoría Regional estará a cargo de un Defensor Regional. El Defensor Regional será nombrado por el Defensor Nacional, previo concurso público de oposición y antecedentes.

### Defensorías Locales
Las Defensorías Locales son unidades operativas en las que se desempeñarán los defensores locales de la Región. Si la Defensoría Local cuenta con dos o más defensores locales, se nombrará un defensor jefe. Los defensores locales podrán ejercer funciones directivas o de jefaturas en las Defensorías Locales en que se desempeñen.
Los defensores locales asumirán la defensa de los imputados que carezcan de abogado en la primera actuación del procedimiento dirigido en su contra y, en todo caso, con anterioridad a la realización de la primera audiencia judicial a que fuere citado. Asimismo, la asumirán siempre que, de conformidad al Código Procesal Penal, falte abogado defensor, por cualquier causa, en cualquiera etapa del procedimiento. Mantendrán la defensa hasta que la asuma el defensor que designe el imputado o acusado, salvo que éste fuere autorizado por el tribunal para defenderse personalmente.
Para ser defensor local, se requiere: Ser ciudadano con derecho a sufragio; Tener título de abogado, y No encontrarse sujeto a alguna de las incapacidades e incompatibilidades para el ingreso a la administración pública.

## Licitación de defensa penal
Conforme a la ley 19.718, la defensa penal puede ser ejercida directamente por la Defensoría mediante sus defensorías locales, o encargar a personas o instituciones privadas esta labor, para lo cual la DPP realiza licitaciones en las que participan, además del Defensor Nacional, una comisión nacional de licitaciones y en cada región un comité de adjudicación. 
La licitación se rige por el DS 495 de Justicia de 2002. 

### Consejo de Licitaciones de la Defensa Penal Pública
Es el cuerpo técnico colegiado encargado de cumplir las funciones relacionadas con el sistema de licitaciones de la defensa penal pública. Está conformado por el Ministro de Justicia (o en su defecto su Subsecretario) quien lo presidirá; el Ministro de Hacienda o su representante; el Ministro de Desarrollo Social (ex Planificación y Cooperación) o su representante; un académico con más de cinco años de docencia universitaria en las áreas del Derecho Procesal Penal o Penal, designado por el Consejo de Rectores, y un académico con más de cinco años de docencia universitaria en las áreas del Derecho Procesal Penal o Penal, designado por el Colegio de Abogados con mayor número de afiliados del país.
Sus funciones son básicamente: aprobar las bases de las licitaciones a nivel regional, proponer al Defensor Nacional el monto de los fondos por licitar, convocar a las licitaciones a nivel regional, resolver las apelaciones en contra de las decisiones del Comité de Adjudicación Regional, y disponer la terminación de los contratos de prestación de servicios de defensa penal pública en los casos establecidos en la ley.

### Comités de Adjudicación Regional
Tiene por fin fundamental elegir a las personas e instituciones que prestarán la defensa penal licitada. Estarán compuestos de un representante del Ministerio de Justicia que no sea el seremi, el Defensor Nacional u otro profesional de la Defensoría Nacional no fiscalizador; el Defensor Regional u otro profesional de la Defensoría Regional no fiscalizador; un académico de la respectiva región, del área de la economía, designado por el Defensor Nacional, y un juez con competencia penal, elegido por la mayoría de los integrantes de los tribunales de juicio oral en lo penal y los jueces de garantía de la región respectiva.

## Estándares de Defensa Penal Pública
Los Estándares de Defensa Penal Pública serán exigibles a todos los prestadores de defensa penal pública, independiente de la fuente de su contratación, y serán controlados mediante auditorías externas e inspecciones, de conformidad a lo establecido en la Ley N° 19.718 y el Decreto Supremo N° 495/2002, del Ministerio de Justicia. 
Los estándares de defensa son normas cuyo objetivo es que los defensores penales públicos desempeñen su función de acuerdo con parámetros de actuación que buscan maximizar los derechos e intereses de los beneficiarios del servicio, proporcionando una asesoría jurídica de alta calidad.

## Prestación de defensa especializada

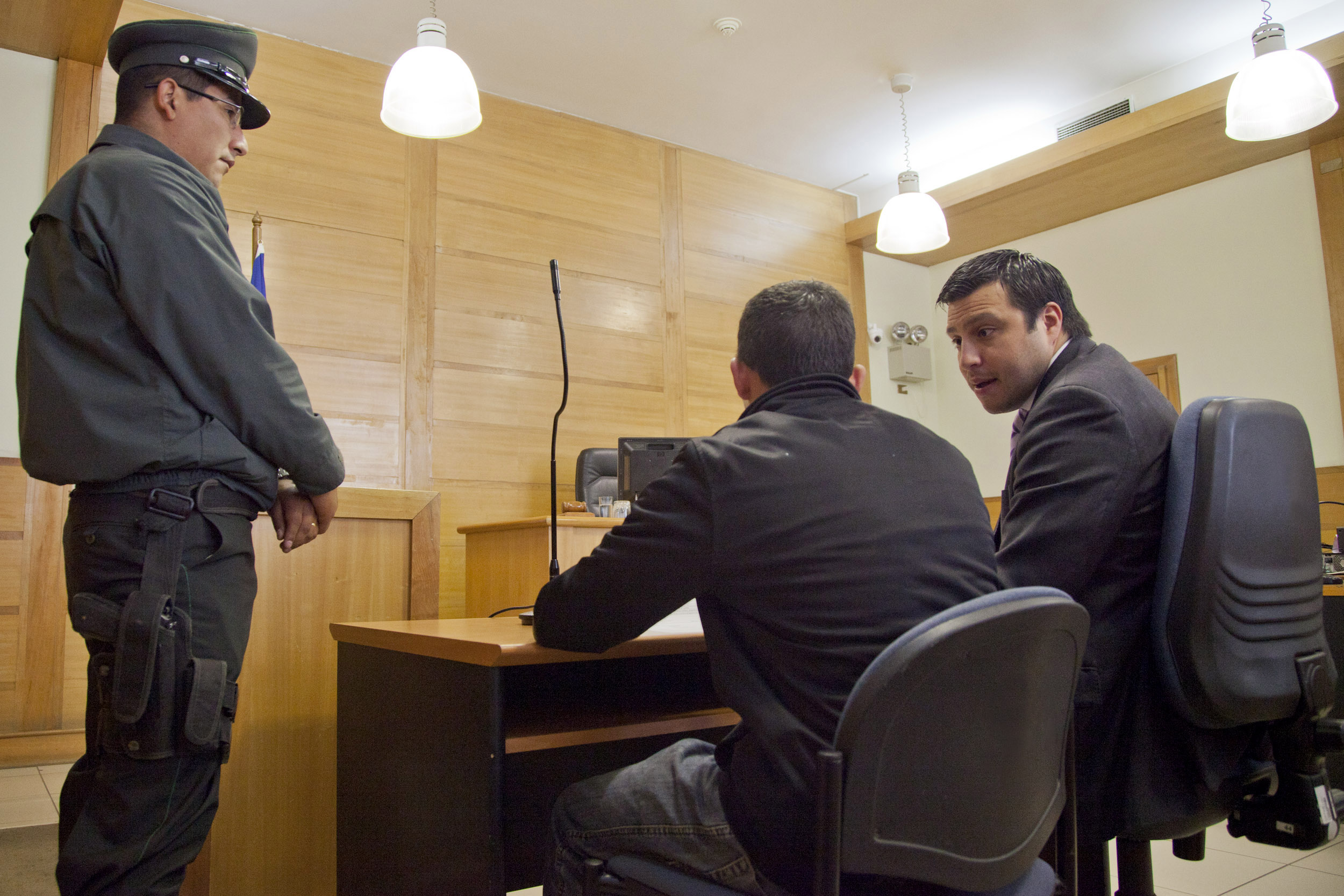
Prestación de defensa especializada

- Defensa penal juvenil : La Defensoría cuenta con un modelo especializado para la atención de jóvenes infractores, de manera que se les facilite la comprensión de su situación legal para un adecuado ejercicio de sus derechos, se les garantice una asesoría jurídica de calidad y se procure contribuir en la relación con sus familiares, tanto en la entrega de información oportuna, como en la obtención de su colaboración para una defensa eficaz de sus derechos.
- Defensa penitenciaria: Su objetivo es contribuir a mejorar la aplicación de garantías constitucionales y el acceso a la justicia de los condenados privados de libertad, de manera que los condenados privados de libertad cuentan con asistencia letrada especializada, es decir, puedan ejercer el conjunto de acciones, judiciales y extrajudiciales durante el cumplimiento de la condena privativa de libertad y hasta la completa ejecución de la misma, sea que ésta se verifique en privación de libertad o gozando de libertad condicional y que están destinadas a resguardar los intereses, garantías y derechos del condenado adulto.
- Defensa penal indígena: Su objetivo es fortalecer el  “Modelo y Sistema de Defensa Indígena  fortalecido y mejorado con incorporación de Convenio 169 de la OIT”.  El propósito de la prestación, es que mediante el  apoyo al desarrollo de modelos y sistemas de defensa especializada se permita  para mejorar la aplicación de garantías constitucionales y el acceso a la justicia de grupos en condición de vulnerabilidad.
- Género: Se busca prestar el servicio de defensa penal recogiendo las particularidades de las mujeres y de los hombres y resguardar que los criterios de género estén presentes en todos los productos estratégicos de la institución.
- Defensas especializadas en materia de discapacitados mentales y extranjeros: A partir de  2012 se profundiza la labor de desarrollar defensas especializadas respecto de grupos vulnerables, incluyendo a dos grupos que a la fecha no contaban con asesoría especializada, los discapacitados mentales, sobre todo respecto de aquellos que se encuentran en recintos carcelarios, como también los extranjeros que se encuentran imputados por algún delito.